# 福島駅 (JR西日本)
福島駅（ふくしまえき）は、大阪府大阪市福島区福島七丁目にある、西日本旅客鉄道（JR西日本）の駅である。駅番号はJR-O12。駅シンボルフラワーは「カキツバタ」である。

## 概要
当駅には大阪環状線のほか、東海道本線支線（梅田貨物線）が乗り入れているがホームがないため、同線経由旅客列車は当駅に停車できない（そのため、旅客上では実質的に大阪環状線単独駅）。同線の線路は西九条駅で環状線の線路と接続しているが、東海道本線の支線としては当駅が終端で、当駅 - 西九条駅間は大阪環状線の線増（貨物専用線）という扱いである。
近接してJR東西線の新福島駅が存在するが、相互は乗換駅とはみなされておらず、当駅を介した運賃通算の制度は設けられていない。
JR西日本交通サービスによる業務委託駅であり西九条駅が管理している。アーバンネットワークエリアに入っている。また、JRの特定都区市内制度における「大阪市内」に属する駅である。当駅に停車する大和路快速と区間快速が直通する関西本線（大和路線）の「郡山駅」の同名駅と同じく東北本線にある福島駅と区別するため、切符には「（環）福島」と印字される。ICOCAの利用が可能である（相互利用対象ICカードはICOCAの項を参照）。

## 歴史
- 1898年（明治31年）4月5日：西成鉄道が大阪駅 - 安治川口駅間で開業した際に設置[2]。
- 1906年（明治39年）12月1日：西成鉄道国有化に伴い国有鉄道の駅となる。
- 1909年（明治42年）10月12日：線路名称制定。当駅は西成線の所属となる。
- 1910年（明治43年）5月1日：貨物の取り扱いを廃止する[2]。
- 1934年（昭和9年）6月1日：東海道本線の貨物支線が梅田駅（貨物駅）から当駅まで延伸[4]。
- 1942年（昭和17年）4月1日：荷物の取り扱いを開始する[2]。
- 1961年（昭和36年）4月25日：西成線の西九条駅 - 大阪駅間が大阪環状線に編入。当駅もその所属となる。
- 1964年（昭和39年）3月22日：高架駅になる。ただし、駅北側の梅田貨物線の線路は地上のままである。同時に荷物扱いを廃止する[2]。
- 1987年（昭和62年）4月1日：国鉄分割民営化により西日本旅客鉄道（JR西日本）の駅となる[4][2]。
- 1997年（平成9年）9月20日：自動改札機を設置し、供用開始[5]。
- 2003年（平成15年）11月1日：ICカード「ICOCA」の利用が可能となる[6]。
- 2009年（平成21年）10月4日：大阪環状・大和路線運行管理システム導入[7]。
- 2012年（平成24年）3月17日：ダイヤ改正に伴い、新大阪駅発着を除く快速と関空快速・紀州路快速・大和路快速の全列車が終日停車となる[8]。
- 2015年（平成27年）3月22日：発車メロディを導入。曲は円広志の「夢想花」。
- 2018年（平成30年）3月17日：駅ナンバリングが導入される。
- 2023年（令和5年）
  - 3月31日：茨木駅・放出駅とともにJR西日本初のホーム安全スクリーンを使用開始[9]。
  - 5月31日：みどりの窓口の営業を終了[3]。
  - 6月1日：みどりの券売機プラスを導入[3]。
  - 7月1日：業務委託化[10]。

## 駅構造
旅客線のみに島式1面2線のホームを持つ高架駅になっている。分岐器や絶対信号機を持たないため、停留所に分類される。改札口は地上にある。

### のりば
| のりば | 路線       | 方向   | 行先                                   |
| ------ | ---------- | ------ | -------------------------------------- |
| 1      | 大阪環状線 | 内回り | 西九条・天王寺・ユニバーサルシティ方面 |
| 2      | 大阪環状線 | 外回り | 大阪・京橋方面                         |

### 発車メロディ
「大阪環状線改造プロジェクト」の一環として、2015年3月22日から円広志の「夢想花」が発車メロディとして使用されている。大阪環状線が周回運転することと、歌詞の「回って回って…」にちなんでいる。

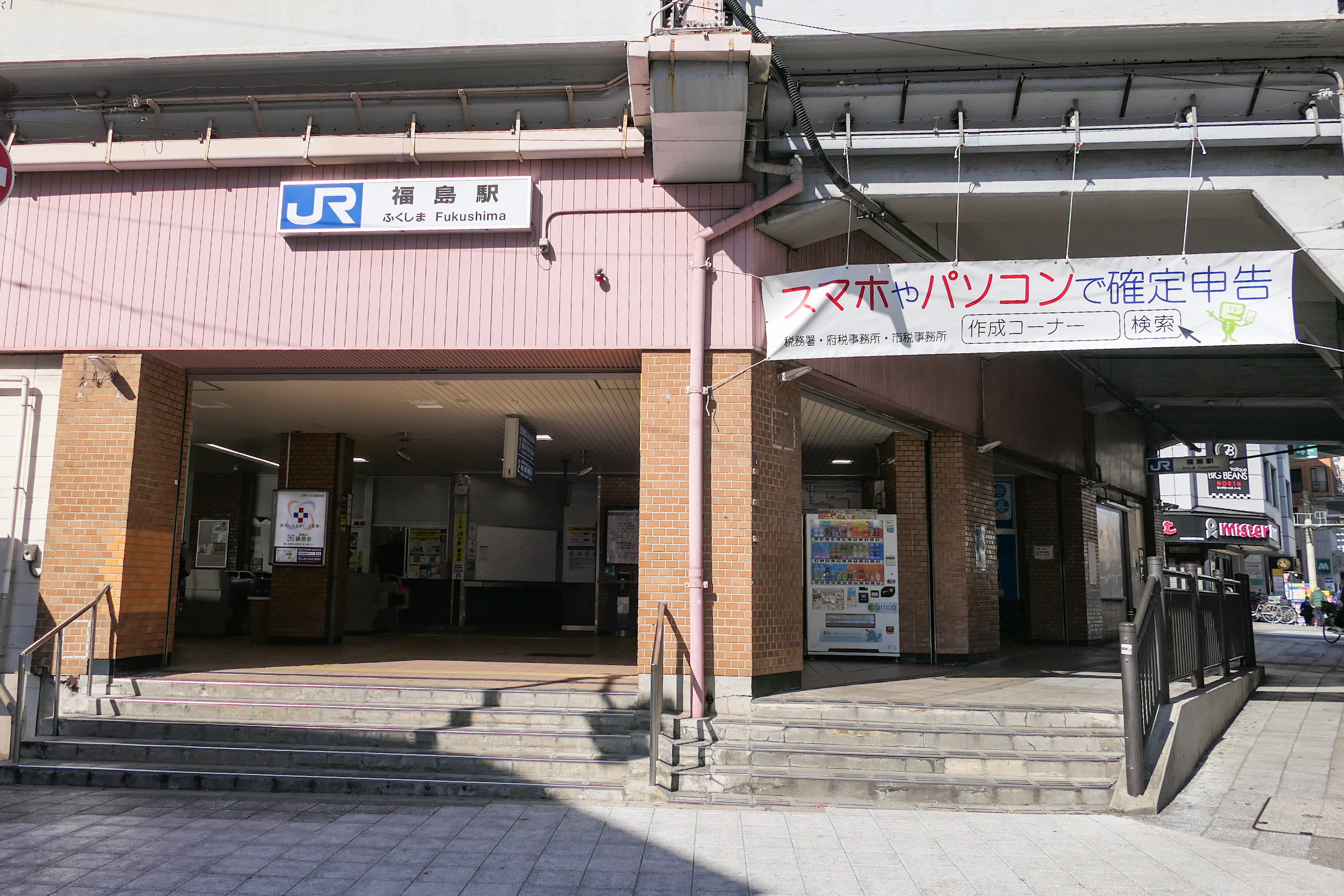
駅入口
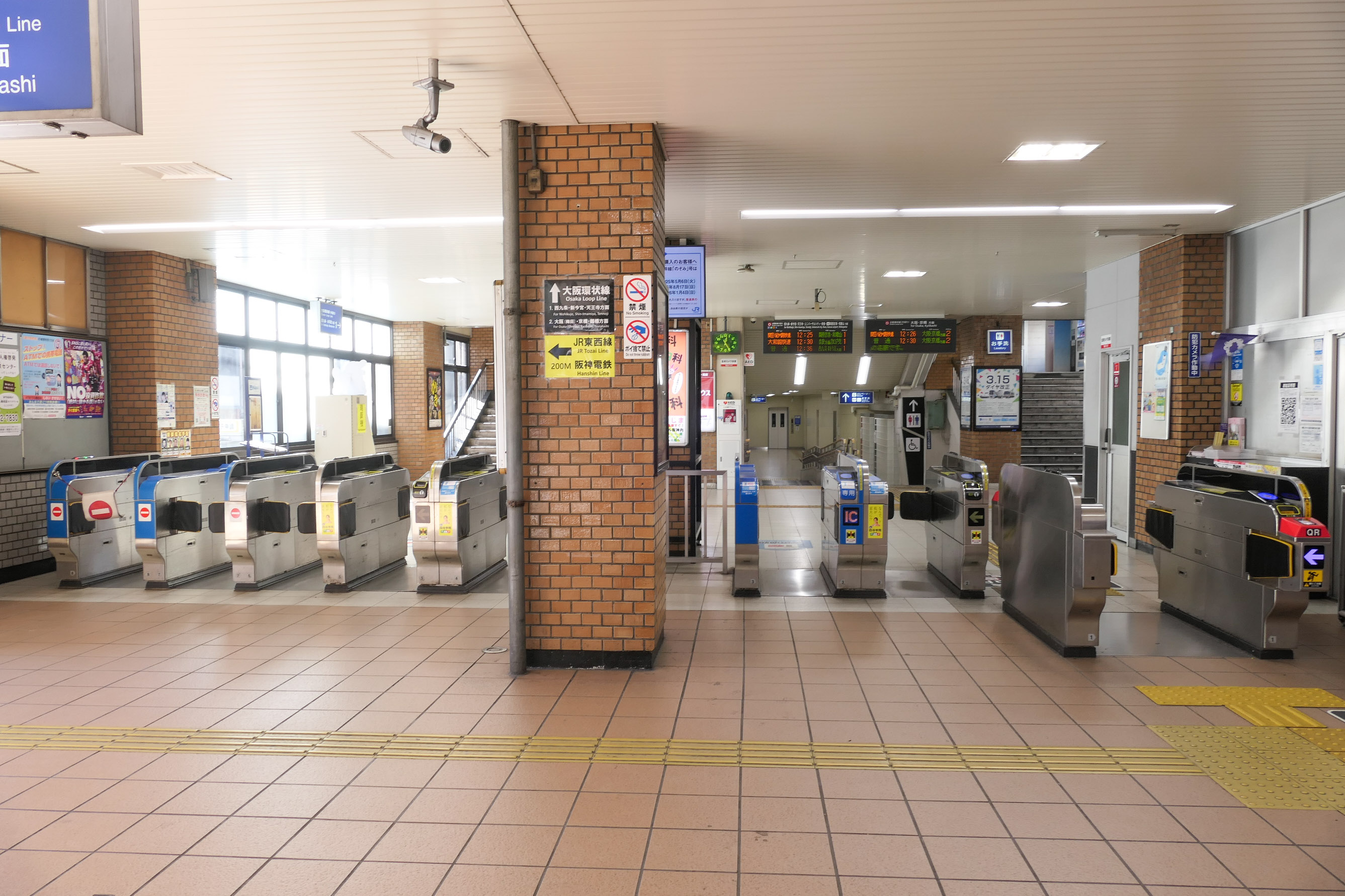
改札口
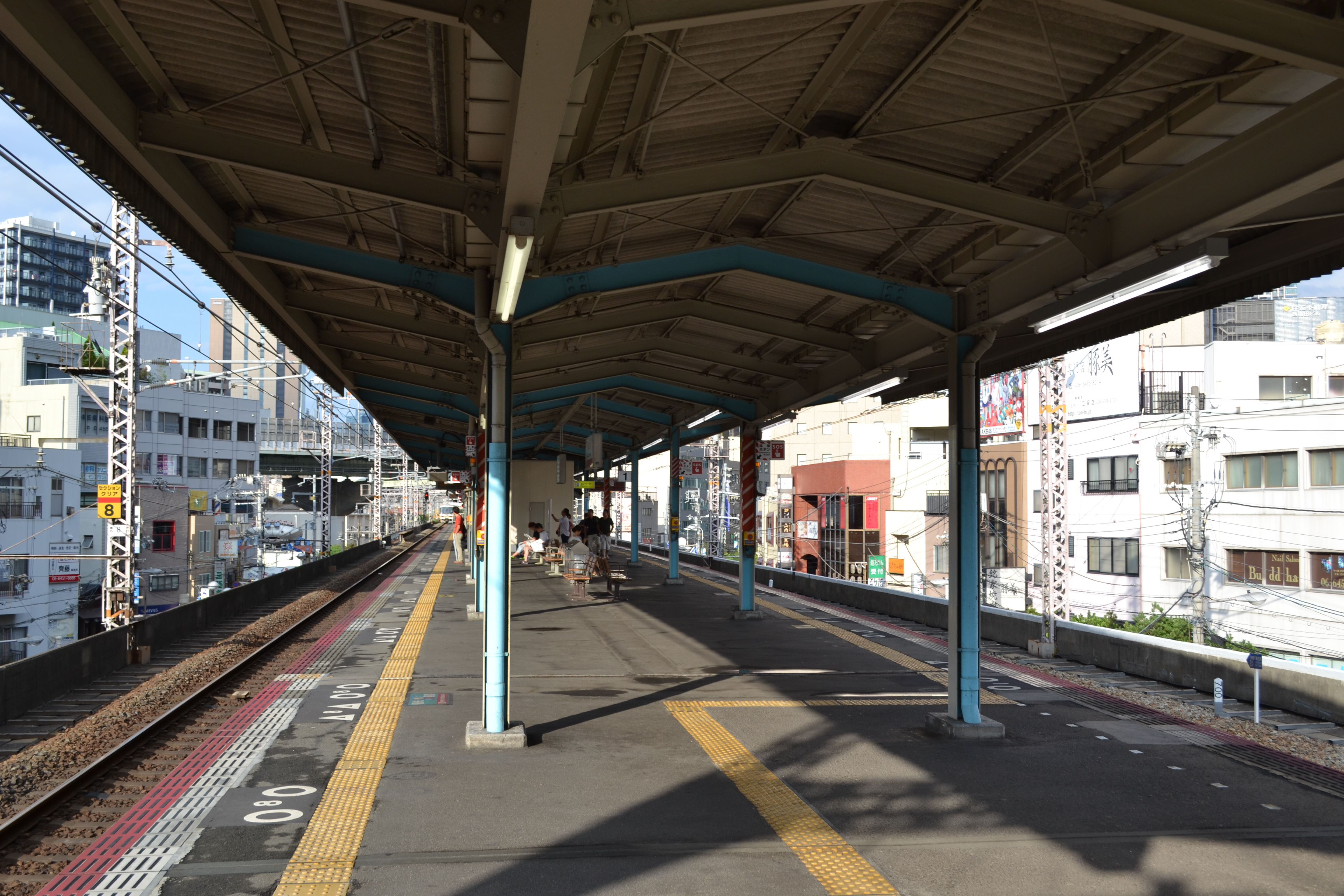
ホーム
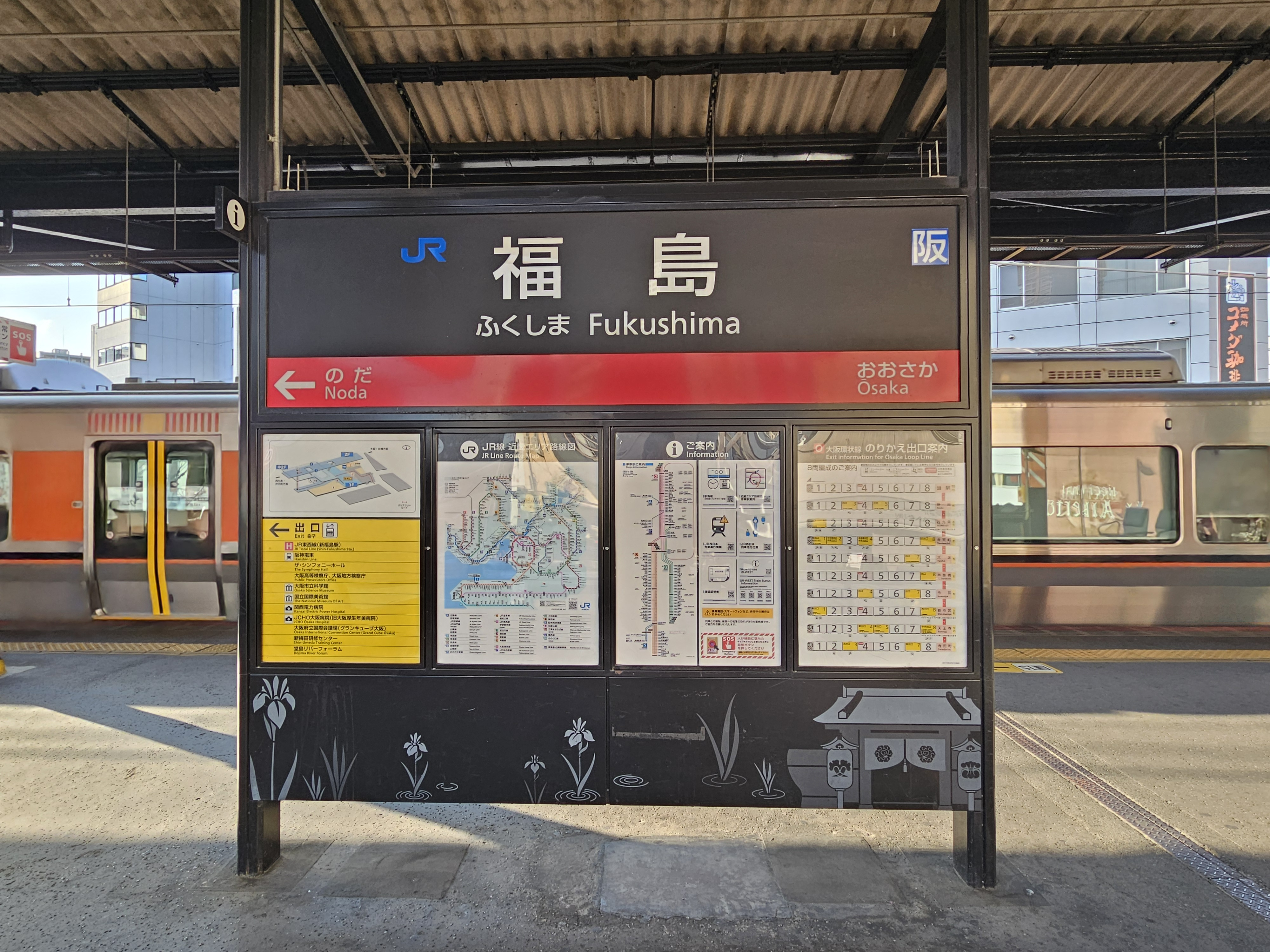
駅名標

## 利用状況
2023年（令和5年）度の1日の平均乗車人員は27,777人で、JR西日本の駅の中では草津駅に次いで第26位である。1997年3月8日に隣接してJR東西線の新福島駅が開業した後は乗車人員が減少し、その後横ばいとなっていたが、近年は増加傾向にある。
近年の1日平均乗車人員の推移は以下の通りである。
| 年度               | 1日平均 乗車人員 | 増減率 | 順位 | 定期利用状況 | 定期利用状況 | 出典            | 出典          |
| 年度               | 1日平均 乗車人員 | 増減率 | 順位 | 1日平均      | 定期率       | JR西日本        | 大阪府        |
| ------------------ | ---------------- | ------ | ---- | ------------ | ------------ | --------------- | ------------- |
| 1988年（昭和63年） | 28,259           |        |      | 19,904       | 70.4%        |                 | [ 大阪府 1 ]  |
| 1989年（平成元年） | 29,299           | 3.7%   |      | 20,434       | 69.7%        |                 | [ 大阪府 1 ]  |
| 1990年（平成02年） | 31,369           | 7.1%   |      | 21,672       | 69.1%        |                 | [ 大阪府 2 ]  |
| 1991年（平成03年） | 32,511           | 3.6%   |      | 22,806       | 70.1%        |                 | [ 大阪府 3 ]  |
| 1992年（平成04年） | 32,941           | 1.3%   |      | 23,080       | 70.1%        |                 | [ 大阪府 4 ]  |
| 1993年（平成05年） | 32,212           | -2.2%  |      | 22,636       | 70.3%        |                 | [ 大阪府 5 ]  |
| 1994年（平成06年） | 31,194           | -3.2%  |      | 21,858       | 70.1%        |                 | [ 大阪府 6 ]  |
| 1995年（平成07年） | 32,304           | 3.6%   |      | 22,480       | 69.6%        |                 | [ 大阪府 7 ]  |
| 1996年（平成08年） | 31,772           | -1.6%  |      | 21,966       | 69.1%        |                 | [ 大阪府 8 ]  |
| 1997年（平成09年） | 27,189           | -14.4% |      | 18,415       | 67.7%        |                 | [ 大阪府 9 ]  |
| 1998年（平成10年） | 25,917           | -4.8%  |      | 17,134       | 66.1%        |                 | [ 大阪府 10 ] |
| 1999年（平成11年） | 25,216           | -2.7%  |      | 16,139       | 64.0%        |                 | [ 大阪府 11 ] |
| 2000年（平成12年） | 24,429           | -3.1%  |      | 15,386       | 63.0%        |                 | [ 大阪府 12 ] |
| 2001年（平成13年） | 24,126           | -1.2%  |      | 14,873       | 61.6%        |                 | [ 大阪府 13 ] |
| 2002年（平成14年） | 23,737           | -1.6%  |      | 14,605       | 61.5%        |                 | [ 大阪府 14 ] |
| 2003年（平成15年） | 23,636           | -0.4%  |      | 14,298       | 60.5%        |                 | [ 大阪府 15 ] |
| 2004年（平成16年） | 23,551           | -0.4%  |      | 14,353       | 61.0%        |                 | [ 大阪府 16 ] |
| 2005年（平成17年） | 23,442           | -0.5%  |      | 14,125       | 60.3%        |                 | [ 大阪府 17 ] |
| 2006年（平成18年） | 23,575           | 0.6%   |      | 14,027       | 59.5%        |                 | [ 大阪府 18 ] |
| 2007年（平成19年） | 24,092           | 2.2%   |      | 14,264       | 59.2%        |                 | [ 大阪府 19 ] |
| 2008年（平成20年） | 23,450           | -2.7%  |      | 13,934       | 59.4%        |                 | [ 大阪府 20 ] |
| 2009年（平成21年） | 22,715           | -3.1%  |      | 13,322       | 58.6%        |                 | [ 大阪府 21 ] |
| 2010年（平成22年） | 22,777           | 0.3%   |      | 13,289       | 58.3%        |                 | [ 大阪府 22 ] |
| 2011年（平成23年） | 23,248           | 2.1%   |      | 13,425       | 57.7%        |                 | [ 大阪府 23 ] |
| 2012年（平成24年） | 24,053           | 3.5%   |      | 13,679       | 56.9%        |                 | [ 大阪府 24 ] |
| 2013年（平成25年） | 25,045           | 4.1%   | 33位 | 14,334       | 57.2%        | [ JR西日本 1 ]  | [ 大阪府 25 ] |
| 2014年（平成26年） | 25,623           | 2.3%   | 31位 | 14,517       | 56.7%        | [ JR西日本 2 ]  | [ 大阪府 26 ] |
| 2015年（平成27年） | 26,905           | 5.0%   | 31位 | 15,099       | 56.1%        | [ JR西日本 3 ]  | [ 大阪府 27 ] |
| 2016年（平成28年） | 28,456           | 5.8%   | 30位 | 15,529       | 54.6%        | [ JR西日本 4 ]  | [ 大阪府 28 ] |
| 2017年（平成29年） | 28,796           | 1.2%   | 30位 | 15,806       | 54.9%        | [ JR西日本 5 ]  | [ 大阪府 29 ] |
| 2018年（平成30年） | 29,573           | 2.7%   | 30位 | 16,174       | 54.7%        | [ JR西日本 6 ]  | [ 大阪府 30 ] |
| 2019年（令和元年） | 30,106           | 1.8%   | 27位 | 16,416       | 54.5%        | [ JR西日本 7 ]  | [ 大阪府 31 ] |
| 2020年（令和02年） | 22,588           | -25.0% | 28位 | 14,217       | 62.9%        | [ JR西日本 8 ]  | [ 大阪府 32 ] |
| 2021年（令和03年） | 22,964           | 1.7%   | 28位 | 13,966       | 60.8%        | [ JR西日本 9 ]  | [ 大阪府 33 ] |
| 2022年（令和04年） | 26,054           | 13.5%  | 28位 | 14,458       | 55.5%        | [ JR西日本 10 ] | [ 大阪府 34 ] |
| 2023年（令和05年） | 27,777           | 6.6%   | 26位 | 14,938       | 53.8%        | [ JR西日本 11 ] | [ 大阪府 35 ] |

## 駅周辺

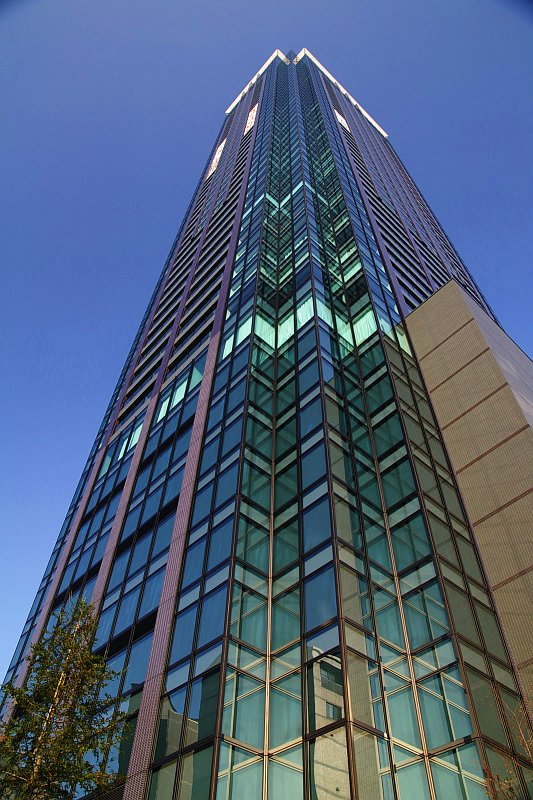
シティタワー西梅田
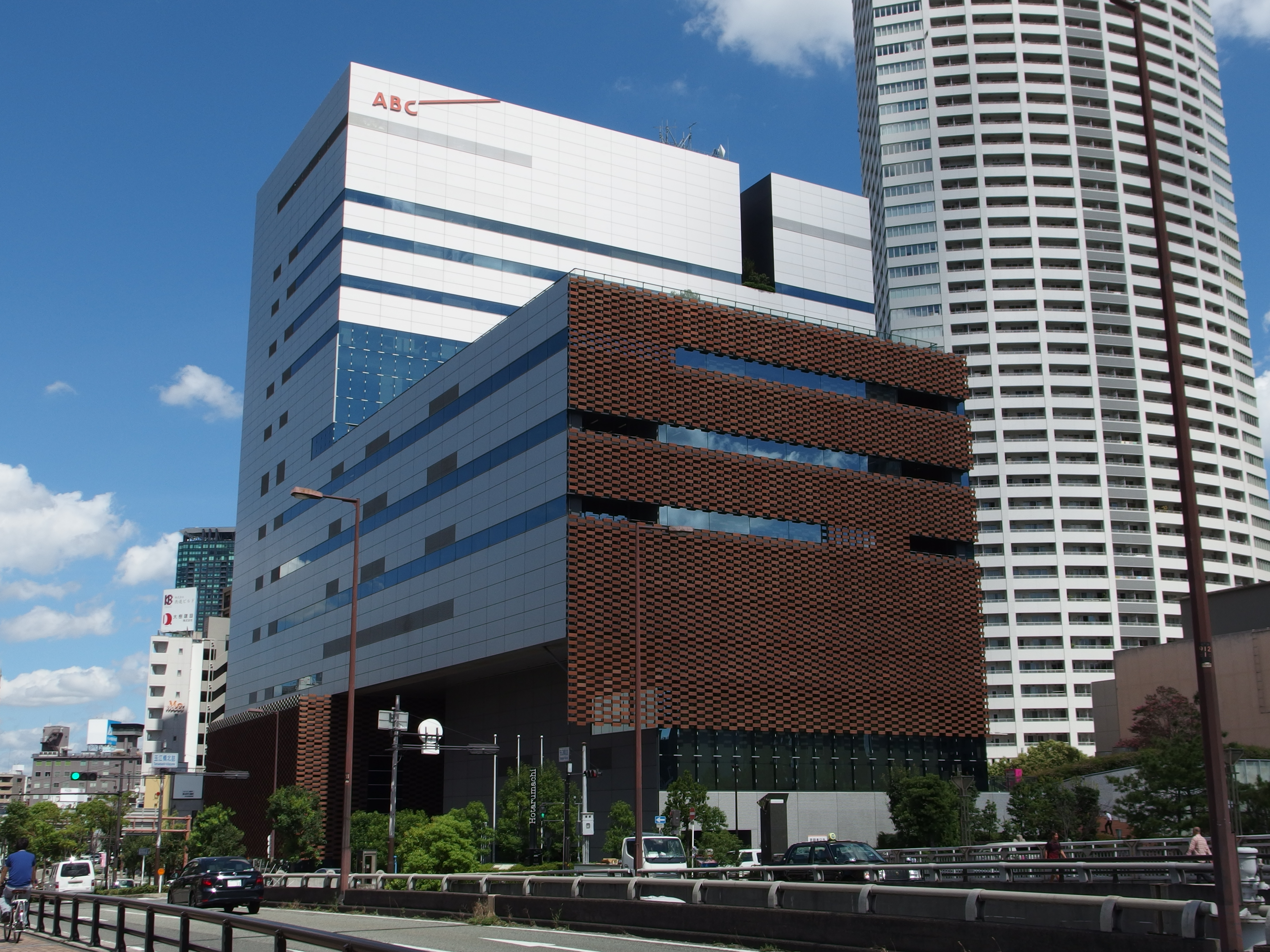
朝日放送グループホールディングス本社社屋

オフィスビル開発の進む堂島西部や中之島西部への便が良いため、JR福島駅・JR新福島駅・阪神福島駅を利用する通勤客が増加している。
- 新福島駅 - JR東西線
- 福島駅 (阪神) - 阪神本線
- 中之島駅 - 京阪中之島線
- 福島天満宮
- 地蔵寺
- 三光寺
- 岡松寺
- 日本郵便 大阪聖天前郵便局
- 日本郵便 大阪福島駅前郵便局
- 餃子の王将 福島店
- ザ・シンフォニーホール
- ラグザ大阪
- ホテル阪神大阪 / ホテル阪神アネックス大阪
- 関西将棋会館
- 関西電力病院
- ほたるまち
  - 朝日放送グループホールディングス本社
    - 朝日放送テレビ・朝日放送ラジオ本社

  - 堂島リバーフォーラム
  - 堂島クロスウォーク
  - ABCホール
- 大阪市立上福島小学校
- 金蘭会中学校・高等学校
- 大阪IT会計専門学校福島校
- 素盞烏尊神社

### バス路線
大阪シティバス・阪神バスの路線が発着する。
福島八丁目
- 大阪シティバス
  - 39号系統：新大阪駅北口 / 野田阪神前

浄正橋 / ホテル阪神

## 線路内への転落事故
1973年（昭和48年）8月17日、この駅において、目の不自由な乗客が誤ってホームから線路に転落したところ、進入してきた電車にはねられ、両脚切断の重傷を負うという事故が発生した。当時、同駅には点字誘導ブロックが設置されていなかったが、このことについて、当時の国鉄に駅ホーム施設の設置・管理に不備があったとして、国家賠償法に基づいて損害賠償を請求することが可能かどうかについての最高裁判所の裁判例がある。
この訴訟を契機に、全国的に駅への点字ブロックの設置が普及した。

## 隣の駅
西日本旅客鉄道（JR西日本）
 大阪環状線
■大和路快速・■関空快速・■紀州路快速・■快速
大阪駅 (JR-O11) - 福島駅 (JR-O12) - 西九条駅 (JR-O14)
■区間快速・■直通快速・■普通
大阪駅 (JR-O11) - 福島駅 (JR-O12) - 野田駅 (JR-O13)
東海道本線貨物支線（梅田貨物線、旅客運転は通過列車のみで乗降設備なし）
大阪駅 (JR-A47・JR-O11) - （福島駅） - 西九条駅（大阪環状線） (JR-O14)

### 記事本文

### 利用状況
1. ↑  データで見るJR西日本 - JR西日本
2. ↑  大阪府統計年鑑 - 大阪府
3. ↑  大阪市統計書 - 大阪市

#### データで見るJR西日本
1. ↑  データで見るJR西日本2014 (PDF)  - JR西日本（ウェイバックマシン）
2. ↑  データで見るJR西日本2015 (PDF)  - JR西日本（ウェイバックマシン）
3. ↑  データで見るJR西日本2016 (PDF)  - JR西日本（ウェイバックマシン）
4. ↑  データで見るJR西日本2017 (PDF)  - JR西日本
5. ↑  データで見るJR西日本2018 (PDF)  - JR西日本
6. ↑  データで見るJR西日本2019 (PDF)  - JR西日本
7. ↑  データで見るJR西日本2020 (PDF)  - JR西日本
8. ↑  データで見るJR西日本2021 (PDF)  - JR西日本
9. ↑  データで見るJR西日本2022 (PDF)  - JR西日本
10. ↑  データで見るJR西日本2023 (PDF)  - JR西日本
11. ↑  データで見るJR西日本2024 (PDF)  - JR西日本

#### 大阪府統計年鑑
1. 1 2  大阪府統計年鑑（平成2年） (PDF)
2. ↑  大阪府統計年鑑（平成3年） (PDF)
3. ↑  大阪府統計年鑑（平成4年） (PDF)
4. ↑  大阪府統計年鑑（平成5年） (PDF)
5. ↑  大阪府統計年鑑（平成6年） (PDF)
6. ↑  大阪府統計年鑑（平成7年） (PDF)
7. ↑  大阪府統計年鑑（平成8年） (PDF)
8. ↑  大阪府統計年鑑（平成9年） (PDF)
9. ↑  大阪府統計年鑑（平成10年） (PDF)
10. ↑  大阪府統計年鑑（平成11年） (PDF)
11. ↑  大阪府統計年鑑（平成12年） (PDF)
12. ↑  大阪府統計年鑑（平成13年） (PDF)
13. ↑  大阪府統計年鑑（平成14年） (PDF)
14. ↑  大阪府統計年鑑（平成15年） (PDF)
15. ↑  大阪府統計年鑑（平成16年） (PDF)
16. ↑  大阪府統計年鑑（平成17年） (PDF)
17. ↑  大阪府統計年鑑（平成18年） (PDF)
18. ↑  大阪府統計年鑑（平成19年） (PDF)
19. ↑  大阪府統計年鑑（平成20年） (PDF)
20. ↑  大阪府統計年鑑（平成21年） (PDF)
21. ↑  大阪府統計年鑑（平成22年） (PDF)
22. ↑  大阪府統計年鑑（平成23年） (PDF)
23. ↑  大阪府統計年鑑（平成24年） (PDF)
24. ↑  大阪府統計年鑑（平成25年） (PDF)
25. ↑  大阪府統計年鑑（平成26年） (PDF)
26. ↑  大阪府統計年鑑（平成27年） (PDF)
27. ↑  大阪府統計年鑑（平成28年） (PDF)
28. ↑  大阪府統計年鑑（平成29年） (PDF)
29. ↑  大阪府統計年鑑（平成30年） (PDF)
30. ↑  大阪府統計年鑑（令和元年） (PDF)
31. ↑  大阪府統計年鑑（令和2年） (PDF)
32. ↑  大阪府統計年鑑（令和3年） (PDF)
33. ↑  大阪府統計年鑑（令和4年） (PDF)
34. ↑  大阪府統計年鑑（令和5年） (PDF)
35. ↑  大阪府統計年鑑（令和6年） (PDF)